# Andrew Porter (rugbista)
Andrew Gerald Porter (Dublino, 16 gennaio 1996) è un rugbista a 15 irlandese che gioca nel ruolo di pilone con il Leinster nello United Rugby Championship.

## Biografia
Proveniente dallo University College Dublin RFC, Porter entrò a far parte nel 2016 del Leinster cominciando a giocare nel Pro12. Fu uno dei protagonisti del secondo posto ottenuto dall'Irlanda Under-20 al Campionato mondiale giovanile 2016, miglior prestazione di sempre degli irlandesi in questa competizione, e nel giugno dell'anno successivo debuttò pure in Nazionale maggiore affrontando gli Stati Uniti durante il tour estivo del 2017. Fece parte della formazione irlandese che conquistò il Grande Slam al Sei Nazioni 2018.
Porter vinse col suo club la Champions Cup 2017-18 e il Pro14 2017-18. Reduce dal secondo campionato vinto consecutivamente con il Leinster, fu convocato per disputare la Coppa del Mondo di rugby 2019 in Giappone.

## Palmarès
- Pro14: 3
Leinster: 2017-18, 2018-19, 2019-20, 2020-21
- Champions Cup: 1
Leinster: 2017-18